# Fryderyk Chopin: Transcriptions for Cello & Piano
Fryderyk Chopin: Transcriptions for Cello & Piano – wspólny album polskich muzyków: pianisty Janusza Olejniczaka i wiolonczelisty Tomasza Strahla, wydany wiosną 2017 przez DUX Recording Producers (nr kat. DUX 1381). Płyta uzyskała nominację do Fryderyka 2018 w kategorii Album Roku Muzyka Kameralna.

## Lista utworów

### Transkrypcje na wiolonczelę i fortepian w opracowaniu Kazimierza Michalika, Macieja Paderewskiego
- 1. Prelude in A minor, Op. 28, No. 2 [2:49]
- 2. Prelude in E minor, Op. 28, No. 4 [2:27]
- 3. Prelude in B minor, Op. 28, No. 6 [2:14]
- 4. Mazurka in C major (transcription in D major), Op. 33, No. 2 /Transkrypcja | Transcribed by Auguste-Joseph Franchomme/ [3:15]
- 5. Mazurka in A minor, Op. 67, No. 4 /Transkrypcja | Transcribed by Aleksandr Abramowicz Krein | * Alexander Abramovich Krein/ [3:26]
- 6. Waltz in A minor, Op. 34, No. 2 /Transkrypcja | Transcribed by Karl Dawydow | Carl Davidov/ [6:18]
- 7. Etude in C sharp minor (transcription in E minor), Op. 25, No. 7 /Transkrypcja | Transcribed by Alexandr Głazunow | Alexander Glazunov/ [5:48]

### Transkrypcje na wiolonczelę i fortepian w opracowaniu Tomasza Strahla, Janusza Olejniczaka
- 8. Nocturne in C sharp minor Lento con gran espressione, Op. posth. [4:46]
- 9. Spring, Op. 74, No. 2 [2:23]
- 10. Troubled Waters, Op. 74, No. 3 [3:48]
- 11. Remembrance, Op. 74, No. 6 [3:26]
- 12. Lithuanian Song, Op. 74, No. 16 [2:29]